# Simunul
Simunul là một đô thị hạng 4 ở tỉnh Tawi-Tawi, Philippines. Theo điều tra dân số năm 2000, đô thị này có dân số 31.962 người trong 4.910 hộ. Ngôn ngữ được sử dụng ở đây là tiếng Sama. Đa số dân ở đây theo Hồi giáo. Có 6 bãi biển ở Simunul.

## Các đơn vị hành chính
Simunul được chia thành 15 barangay.
| - Bakong - Manuk Mangkaw - Mongkay - Tampakan (Pob.) - Tonggosong | - Tubig Indangan - Ubol - Doh-Tong - Luuk Datan - Maruwa | - Pagasinan - Panglima Mastul - Sukah-Bulan - Timundon - Bagid |